# Contea di Tama
La contea di Tama (in inglese Tama County) è una contea dello Stato dell'Iowa, negli Stati Uniti. La popolazione al censimento del 2000 era di 18 103 abitanti. Il capoluogo di contea è Toledo.